# Liste des cours d'eau de l'Isère

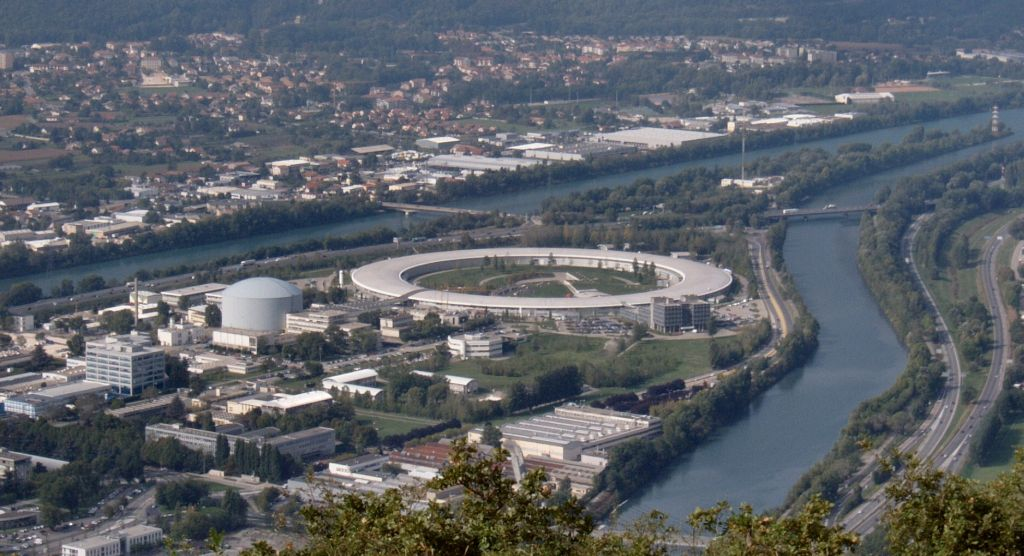
Confluence de l'Isère et du Drac à Fontaine

Liste des fleuves, rivières et autres cours d'eau qui parcourent en partie ou en totalité le département de l'Isère. 
La liste présente les cours d'eau, généralement de plus de 10 km de longueur sauf exceptions, par ordre alphabétique, par fleuves et bassin versant, par station hydrologique, puis par organisme gestionnaire ou organisme de bassin.

## Classement par ordre alphabétique

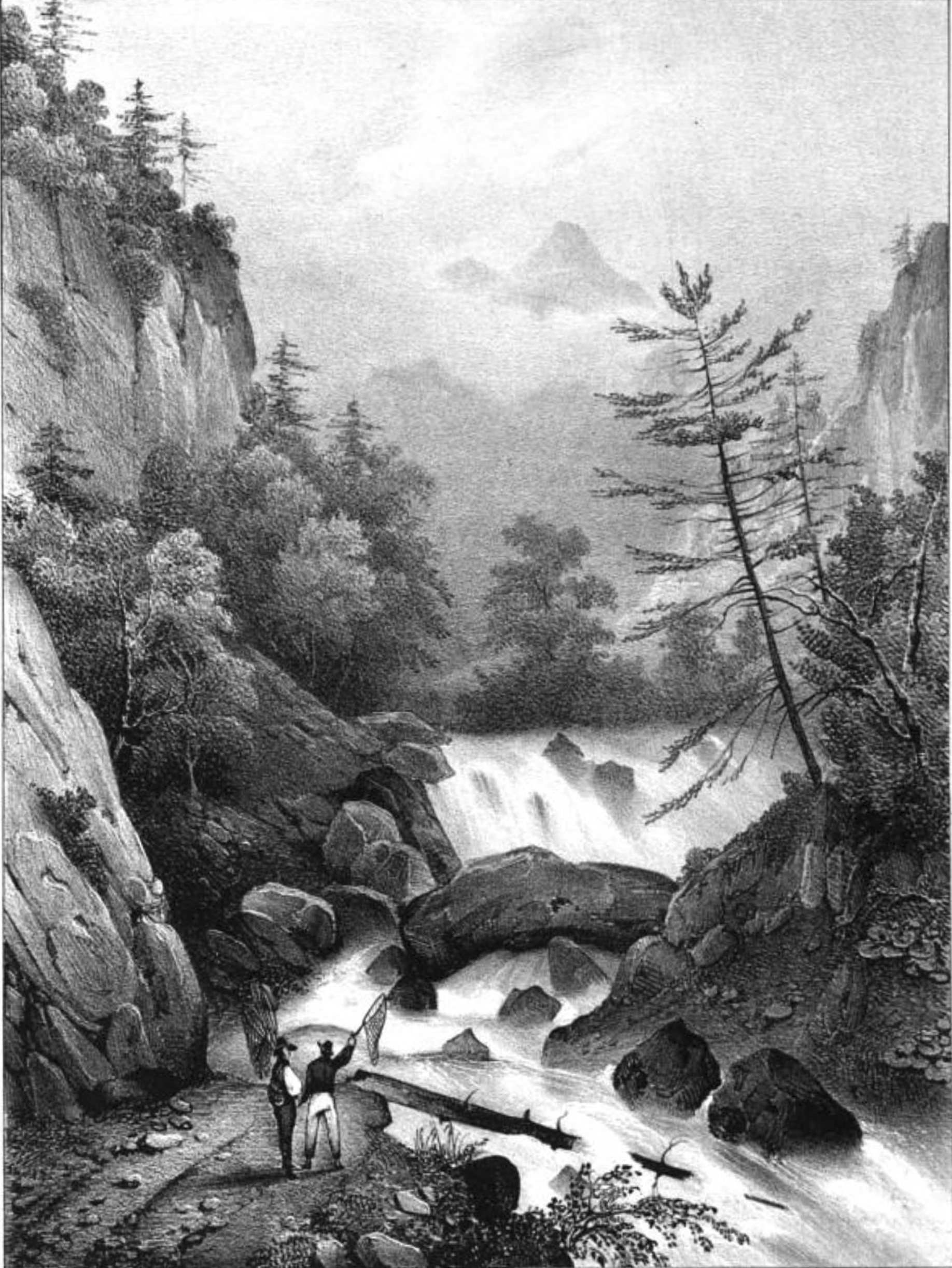
Le Bréda à Allevard dans une gravure du XIXe siècle

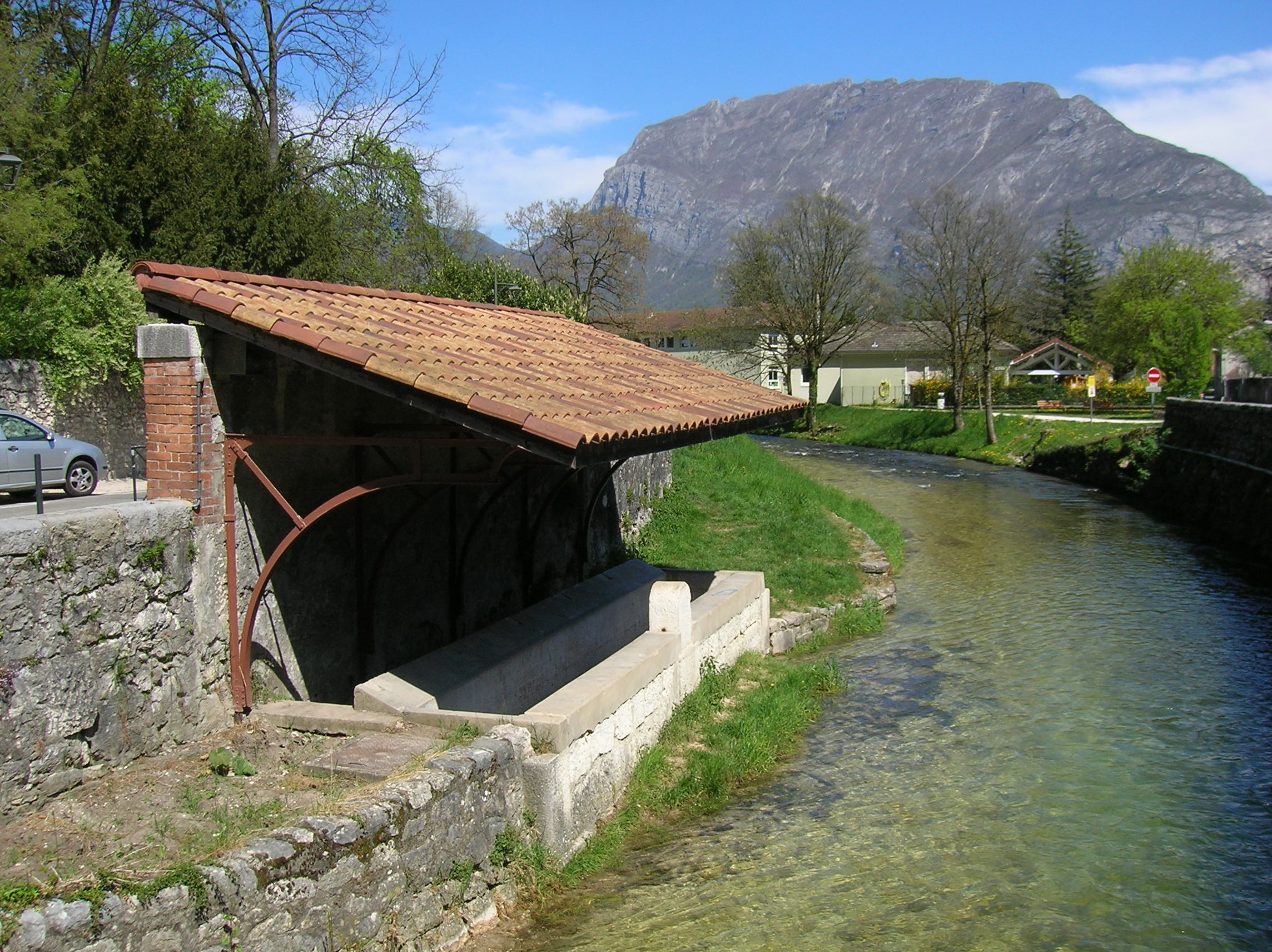
Le Furon, affluent de l'Isère à Sassenage

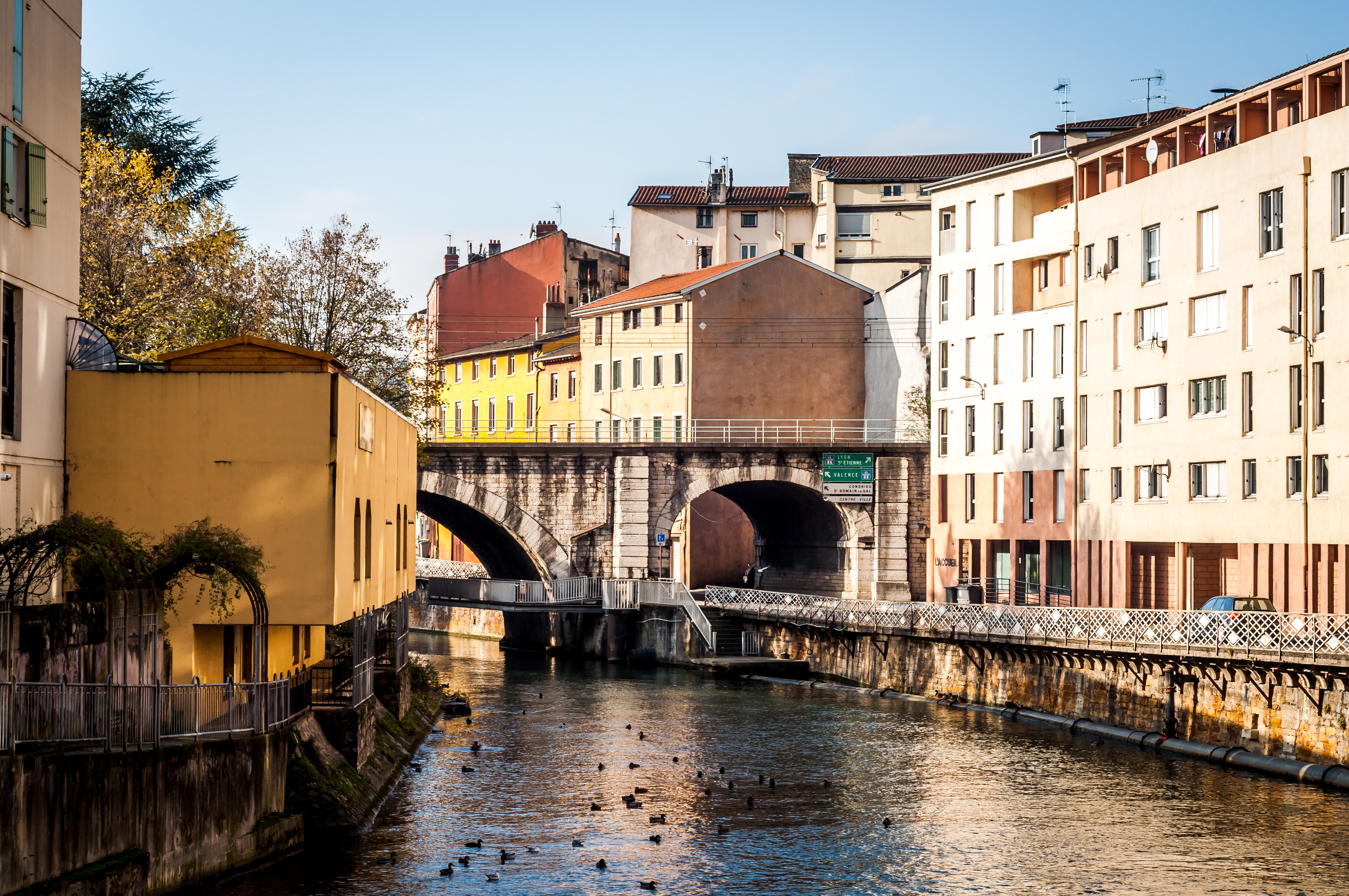
La Gère traversant la ville de Vienne

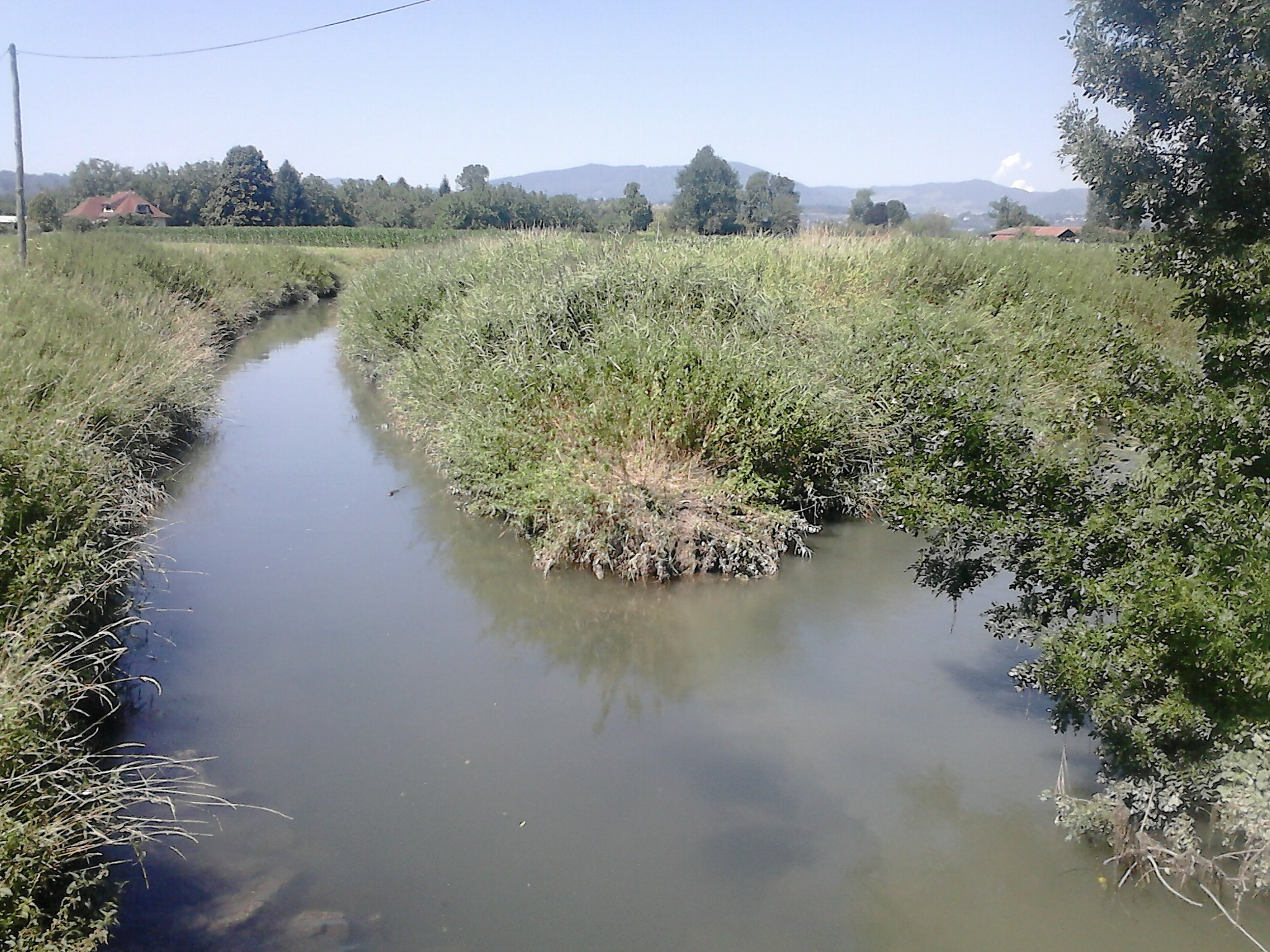
Confluence de la Morge (à gauche) et de la Brassière du Rebassat

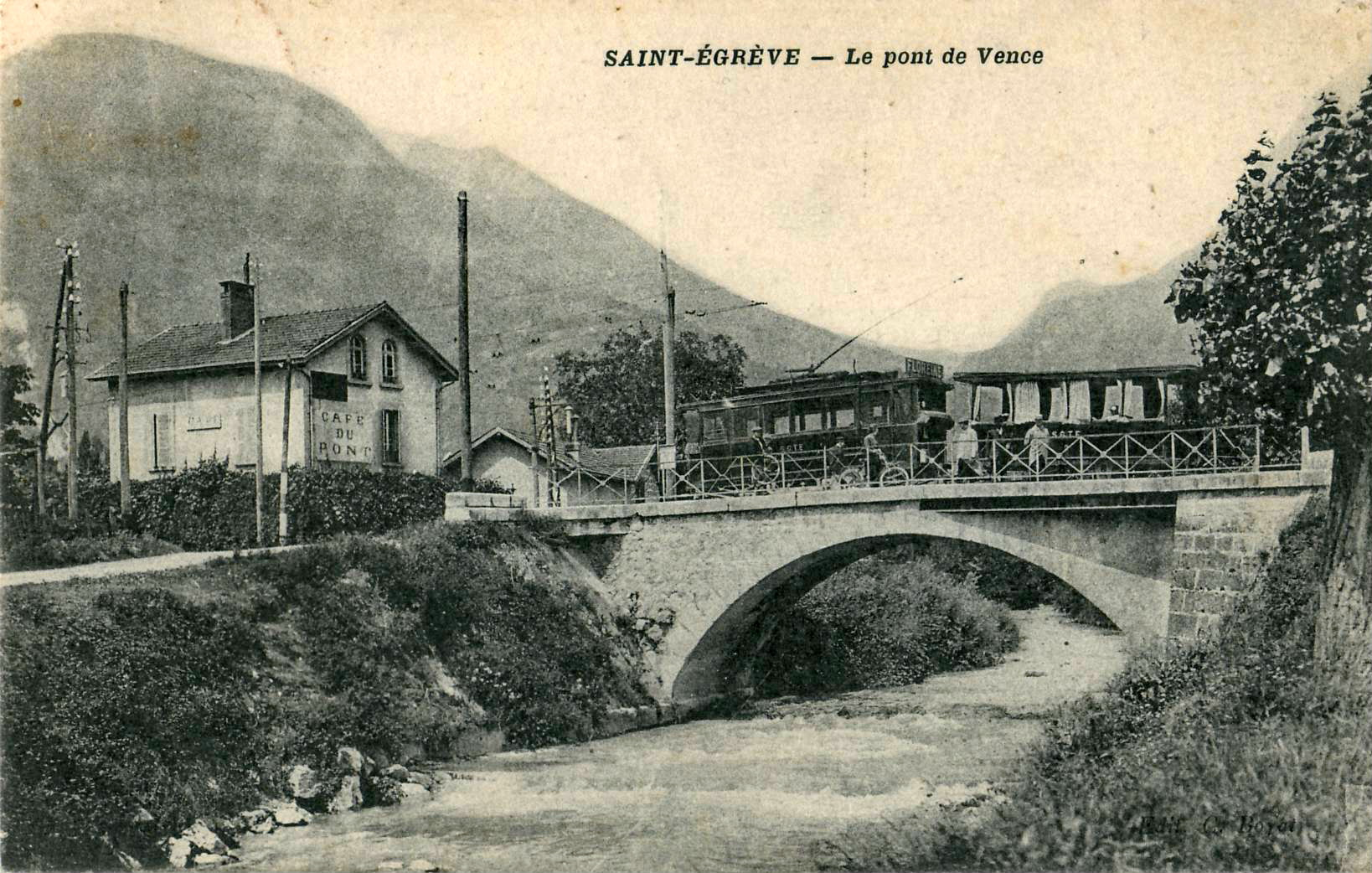
Le pont de Vence à Saint-Égrève au début du XXe siècle

### Principaux cours d'eau
- le Rhône[S 1] et son principal affluent :
  - l'Isère[S 2]

### Autres cours d'eau
- la Bonne (40,1 km)[S 3] et ses affluents :
  - Béranger [S 4]
  - Malsanne[S 5]
  - Roizonne[S 6]
- la Bourbre (72,2 km)[S 7] et ses affluents :
  - Agny[S 8] :
  - Bion
  - Bivet[S 9]
  - l'Hien[S 10]
- la Bourne (43,1 km)[S 11] et ses affluents
  - Bournillon[S 12]
  - Méaudret[S 13]
  - Rognon[S 14]
  - Tarze[S 15]
  - Vernaison[S 16]
- le Bréda (32 km)[S 17] et ses affluents :
  - le Bard[S 18]
  - le Bens[S 19]
  - Buisson[S 20]
  - le Gleyzin[S 21]
- le Cernon[S 22],[note 1]
- le Charmeyran[S 23],[note 2]
- le Dolon (33,5 km)[S 24] et son affluent
  - le Derroy[S 25]
  - la Sanne
- le Drac (286 km)[S 26] et ses affluents :
  - la Gresse [S 27]
  - la Romanche[S 28]
- la Drevenne (10 km)[S 29] et son affluent
  - le Ruisant
- le Furand (20,5 km)[S 30] et ses affluents
  - l'Armélie[S 31]
  - le Frison[S 32]
  - le Merdaret[S 33]
- le Furon (21,4 km)[S 34] et ses affluents
  - le Bruyant[S 35]
  - Gemme [note 3]
- la Gère (34,5 km)[S 36] et ses affluents :
  - Suze [note 4]
  - la Valaise
- le Guiers (16,9 km)[S 37] et ses affluents :
  - l'Ainan[S 38]
  - le Couzon[S 39]
  - le Guiers Mort
  - le Guiers Vif[S 40]
- l'Herbasse (40 km)[S 41]
- la Joyeuse (18,3 km) [S 42] et son affluent
  - le Merdalon[S 43]
- la Lèze[S 44],[note 5]
- la Morge et son canal (27,2 km)[S 45] et ses affluents
  - Brassière du Rebassat
  - la Fure[S 46]
  - Pommarin
- le Nant[S 47],[note 6]
- la Varèze (34,5 km)[S 48] et son affluent
  - le Suzon 11,6 km[S 49]
- la Vence[S 50] et son affluent

## Classement par bassin versant

### Fleuve
- Le Rhône

Les bassins versants de l'Isère
Isère et Drac (sous-bassin versant du Rhône)
Guiers (sous-bassin versant du Rhône)
Drôme (sous-bassin versant du Rhône)
Bourbre (sous-bassin versant du Rhône)
Rhône

Le département de l'Isère est bordé au nord et à l'ouest par le cours du Rhône qui s'écoule vers le sud jusqu'à la Mer Méditerranée. ce fleuve présente une longueur de 812 km dont 544,9 km en France

### affluent du Rhône
- La Bourbre

La longueur de son cours est de 72,2 km, pour un bassin versant de 750 km2 et 73 communes concernées, toutes situées dans le département de l'Isère.
- La Drôme

la longueur de son cours est de 110,7 km, pour un bassin versant de 1 643 km2 et 83l communes dont une seule commune de l'Isère concernée (Chichilianne)
- Le Guiers

la longueur de son cours est de 50 km, ce cours d'eau est issu de la réunion du Guiers Vif et du Guiers Mort, pour un bassin versant de 614 km2 et 51 communes concernées (dont 24 en Isère)
- L'Isère (et le Drac)

la longueur de son cours est de 286 km, pour un bassin versant de bassin versant de 10 800 km2.
son principal affluent est le Drac d'une longueur de 130,3 km pour un bassin versant de 3 626 km2.